# プレサージュリフト
プレサージュリフト（欧字名:Presage Lift、2019年4月25日 - ）は、日本の競走馬。2022年のクイーンカップの勝ち馬である。
馬名の意味は、バレエにおける高難度のリフトのひとつ。

## 戦績

### 2歳（2021年）
10月24日東京の2歳新馬（芝1600m）に2番人気で出走。出遅れて後方からの競馬となったが、直線で外から鋭く脚を伸ばすと最後は後続に3馬身差をつけデビュー戦を飾る。

### 3歳（2022年）
3か月半の休養を挟んで2月12日のクイーンカップに出走。スタートで後手を踏むも、直線で外から追い込んでくると先に抜け出したスターズオンアースをクビ差で差し切って重賞初制覇を果たすとともに、鞍上の戸崎圭太はJRA通算1200勝を達成した。4月10日の桜花賞では終始後方追走のまま11着に大敗すると、続くオークスでは好位追走も直線で伸び切れず5着と惜敗する。10月16日の秋華賞では後方から追い上げるも9着に終わり、3歳シーズンを終えた。

### 4歳（2023年）
1月の京都金杯と2月の東京新聞杯を共に3着と好走し、その後休養に入った。秋に入り、10月14日の府中牝馬ステークスでは1番人気に推されたがディヴィーナの5着に敗れる。11月25日のキャピタルステークスでは2番手追走も逃げ粘るドーブネを捕え切れず2着となった。

### 5歳（2024年）
5歳初戦となった2月17日の京都牝馬ステークスでは道中2番手でレースを進めるも直線で伸び切れず11着と大敗。5月18日のメイステークスでは好位追走から鋭く脚を伸ばすと最後は逃げたシルトホルンと2番手で控えたオニャンコポンをゴール前で差し切り久々の勝利を挙げる。8月11日の関屋記念では中団から差を詰めたが5着に敗れる。8月23日付けでJRAの競走馬登録を抹消、引退後はノーザンファームで繁殖牝馬となる。

## 競走成績
以下の内容は、JBISサーチおよびnetkeiba.comに基づく。
| 競走日     | 競馬場 | 競走名      | 格   | 距離（馬場）  | 頭 数 | 枠 番 | 馬 番 | オッズ （人気） | 着順 | タイム （上がり3F） | 着差 | 騎手              | 斤量 [kg] | 1着馬（2着馬）         | 馬体重 [kg] |
| ---------- | ------ | ----------- | ---- | ------------- | ----- | ----- | ----- | --------------- | ---- | ------------------- | ---- | ----------------- | --------- | ---------------------- | ----------- |
| 2021.10.24 | 東京   | 2歳新馬     |      | 芝1600m（良） | 16    | 8     | 16    | 003.40（2人）   | 01着 | R1:36.7（33.3）     | -0.5 | 0大野拓弥         | 54        | （ローシュタイン）     | 452         |
| 2022.02.12 | 東京   | クイーンC   | GIII | 芝1600m（良） | 16    | 7     | 13    | 003.70（2人）   | 01着 | R1:34.1（33.5）     | -0.1 | 0戸崎圭太         | 54        | （スターズオンアース） | 464         |
| 0000.04.10 | 阪神   | 桜花賞      | GI   | 芝1600m（良） | 18    | 7     | 14    | 011.30（4人）   | 11着 | R1:33.4（33.5）     | -0.5 | 0戸崎圭太         | 55        | スターズオンアース     | 460         |
| 0000.05.22 | 東京   | 優駿牝馬    | GI   | 芝2400m（良） | 17    | 8     | 16    | 014.80（8人）   | 05着 | R2:24.5（34.5）     | -0.6 | 0戸崎圭太         | 55        | スターズオンアース     | 468         |
| 0000.10.16 | 阪神   | 秋華賞      | GI   | 芝2000m（良） | 16    | 8     | 16    | 014.60（5人）   | 09着 | R1:59.2（34.1）     | -0.6 | 0戸崎圭太         | 55        | スタニングローズ       | 462         |
| 2023.01.05 | 中京   | 京都金杯    | GIII | 芝1600m（良） | 16    | 1     | 2     | 005.20（2人）   | 03着 | R1:32.9（35.0）     | -0.2 | 0D.イーガン       | 54        | イルーシヴパンサー     | 478         |
| 0000.02.05 | 東京   | 東京新聞杯  | GIII | 芝1600m（良） | 16    | 8     | 16    | 012.10（6人）   | 03着 | R1:31.9（33.7）     | -0.1 | 0C.ルメール       | 55        | ウインカーネリアン     | 484         |
| 0000.10.14 | 東京   | 府中牝馬S   | GII  | 芝1800m（良） | 13    | 5     | 6     | 004.70（1人）   | 05着 | R1:46.4（33.0）     | -0.3 | 0C.ルメール       | 55        | ディヴィーナ           | 484         |
| 0000.11.25 | 東京   | キャピタルS | L    | 芝1600m（良） | 10    | 3     | 3     | 002.00（1人）   | 02着 | R1:33.5（33.2）     | -0.2 | 0W.ビュイック     | 55        | ドーブネ               | 484         |
| 2024.02.17 | 京都   | 京都牝馬S   | GIII | 芝1400m（良） | 18    | 5     | 10    | 008.50（4人）   | 11着 | R1:21.1（35.2）     | -0.8 | 0R.キングスコート | 55        | ソーダズリング         | 486         |
| 0000.05.18 | 東京   | メイS       | OP   | 芝1800m（良） | 16    | 8     | 16    | 002.90（1人）   | 01着 | R1:45.1（33.8）     | -0.0 | 0C.ルメール       | 55.5      | （オニャンコポン）     | 486         |
| 0000.08.11 | 新潟   | 関屋記念    | GIII | 芝1600m（良） | 18    | 7     | 13    | 004.00（2人）   | 05着 | R1:33.3（33.2）     | -0.4 | 0C.ルメール       | 55        | トゥードジボン         | 482         |

## 血統表
| プレサージュリフトの血統                       | プレサージュリフトの血統            | プレサージュリフトの血統         | （血統表の出典）                 | （血統表の出典） |
| 父系                                           | デインヒル系                        | デインヒル系                     | デインヒル系                     | [ § 2 ]          |
| 父 *ハービンジャー 2006 鹿毛 イギリス          | 父の父Dansili 1996 黒鹿毛           | *デインヒル                      | Danzig                           | Danzig           |
| 父 *ハービンジャー 2006 鹿毛 イギリス          | 父の父Dansili 1996 黒鹿毛           | *デインヒル                      | Razyana                          |                  |
| 父 *ハービンジャー 2006 鹿毛 イギリス          | 父の父Dansili 1996 黒鹿毛           | Hasili                           | Kahyasi                          | Kahyasi          |
| 父 *ハービンジャー 2006 鹿毛 イギリス          | 父の父Dansili 1996 黒鹿毛           | Hasili                           | Kerali                           |                  |
| 父 *ハービンジャー 2006 鹿毛 イギリス          | 父の母Penang Pearl 1996 鹿毛        | Bering                           | Arctic Tern                      | Arctic Tern      |
| 父 *ハービンジャー 2006 鹿毛 イギリス          | 父の母Penang Pearl 1996 鹿毛        | Bering                           | Beaune                           |                  |
| 父 *ハービンジャー 2006 鹿毛 イギリス          | 父の母Penang Pearl 1996 鹿毛        | Guapa                            | Shareef Dancer                   | Shareef Dancer   |
| 父 *ハービンジャー 2006 鹿毛 イギリス          | 父の母Penang Pearl 1996 鹿毛        | Guapa                            | Sauceboat                        |                  |
| 母 シュプリームギフト 2008 青鹿毛 北海道安平町 | 母の父ディープインパクト 2002 鹿毛  | *サンデーサイレンス              | Halo                             | Halo             |
| 母 シュプリームギフト 2008 青鹿毛 北海道安平町 | 母の父ディープインパクト 2002 鹿毛  | *サンデーサイレンス              | Wishing Well                     |                  |
| 母 シュプリームギフト 2008 青鹿毛 北海道安平町 | 母の父ディープインパクト 2002 鹿毛  | *ウインドインハーヘア            | Alzao                            | Alzao            |
| 母 シュプリームギフト 2008 青鹿毛 北海道安平町 | 母の父ディープインパクト 2002 鹿毛  | *ウインドインハーヘア            | Bulghclere                       |                  |
| 母 シュプリームギフト 2008 青鹿毛 北海道安平町 | 母の母*スーヴェニアギフト 2002 鹿毛 | Souvenir Copy                    | Mr. Prospector                   | Mr. Prospector   |
| 母 シュプリームギフト 2008 青鹿毛 北海道安平町 | 母の母*スーヴェニアギフト 2002 鹿毛 | Souvenir Copy                    | Dancing Tribute                  |                  |
| 母 シュプリームギフト 2008 青鹿毛 北海道安平町 | 母の母*スーヴェニアギフト 2002 鹿毛 | Alleged Gift                     | Alleged                          | Alleged          |
| 母 シュプリームギフト 2008 青鹿毛 北海道安平町 | 母の母*スーヴェニアギフト 2002 鹿毛 | Alleged Gift                     | *エクセレントギフト              |                  |
| 母系(F-No.)                                    | (FN:1-t)                            | (FN:1-t)                         | (FN:1-t)                         | [ § 3 ]          |
| 5代内の近親交配                                | Northern Dancer 5×5, Lyphard 5×5    | Northern Dancer 5×5, Lyphard 5×5 | Northern Dancer 5×5, Lyphard 5×5 | [ § 4 ]          |
| 出典                                           | 1. 2. 3. 4.                         | 1. 2. 3. 4.                      | 1. 2. 3. 4.                      | 1. 2. 3. 4.      |

- 母はオープンのUHB賞勝ち馬で函館スプリントステークス2着馬。
- 叔母に京都牝馬ステークス勝ち馬のデアレガーロがいる。
- 半姉にアイビスサマーダッシュ勝ち馬のオールアットワンス（父マクフィ）がいる。